# آدولفو سلی
آدولفو سلی (انگلیسی: Adolfo Celli; ۳۱ دسامبر ۱۸۹۶ – ۲۳ فوریهٔ ۱۹۶۸) بازیکن فوتبال اهل آرژانتین بود.
از باشگاه‌هایی که در آن بازی کرده‌است می‌توان به باشگاه فوتبال نیولز اولد بویز اشاره کرد.
وی همچنین در تیم ملی فوتبال آرژانتین بازی کرده‌است.